# K-Much
K-Much (hangul: 케이머치), även kända som Be.A (hangul: 비에이), tidigare Snakehead (hangul: 가물치), är ett sydkoreanskt pojkband bildat år 2014 av Chrome Entertainment.
Gruppen består av de fem medlemmarna Kiu, BornUs, G.Low, Ato och BomB.

## Karriär

### Debut medBeyond the Ocean
I oktober 2013 meddelade Chrome Entertainment att deras nya pojkband Snakehead, bestående av fem medlemmar, snart skulle göra sin debut, men gruppen kom innan dess att byta namn till K-Much. Den 15 november 2013 var gruppen gästartister vid skivbolagets tjejgrupp Crayon Pops solokonsert i Tokyo i Japan.
Den 27 december 2013 meddelade Chrome Entertainment att K-Much skulle göra debut den 7 januari 2014 med debutalbumet Beyond the Ocean. Albumet inkluderade totalt tre låtar, och de producerades av Song Ji-hoon, Kang Jin-woo och Kim Yoo-min, alla tre låtskrivarna bakom tjejgruppen Crayon Pops singlar. En teaser från musikvideon tillhörande gruppens debutsingel "Good to Go" släpptes den 5 januari 2014, innan hela musikvideon släpptes den 7 januari tillsammans med debutalbumet Beyond the Ocean. I början av videon framför gruppen en parodi av Crayon Pops hitsingel "Bar Bar Bar" och i nästa scen medverkar även tjejgruppens medlem Ellin. Därefter börjar "Good to Go" spela medan medlemmarna i K-Much utför sin danskoreografi iförda SWAT-uniformer. Gruppen gjorde sina debutframträdanden med låten i musikprogram som Music Bank på KBS den 10 januari, Show! Music Core på MBC den 11 januari, och Inkigayo på SBS den 12 januari. Den 18 januari 2014 skrev gruppen autografer för fans vid ett evenemang som hölls för att marknadsföra debutalbumet Beyond the Ocean.
K-Much har jämförts en del med Chrome Entertainments andra grupp Crayon Pop, och enligt medlemmarna själva har tjejgruppen även varit deras förebilder. Kiu påpekade att K-Much troligen inte skulle fått så mycket uppmärksamhet som de fick inför sin debut om det inte vore för Crayon Pop. G.Low tillkännagav också att han irriterades över hur många såg gruppen som imitatörer av Crayon Pop, men att detta var något K-Much själva behövde motbevisa. Även gruppens debutsingel "Good to Go" påminner en hel del om Crayon Pops hitsingel  "Bar Bar Bar", en låt som först varit ämnad för K-Much, men som sedan gavs till Crayon Pop då man tyckte att den tillhörande danskoreografin passade dem bättre.

### Fortsatta aktiviteter
Den 29 mars 2014 framträdde K-Much vid ett evenemang i Seoul i samband med Crayon Pops återkomst med singeln "Uh-ee". Som gästartister framförde de där sin debutsingel "Good to Go", samt låten "What Should I Do" som blev K-Muchs andra singel. Den 6 april 2014 medverkade de även som bakgrundsdansare under Crayon Pops scenframträdande med "Uh-ee" i musikprogrammet Inkigayo på SBS. I maj 2015 medverkade gruppmedlemmen Kiu i 2014 Idol Futsal World Cup som senare sändes på MBC inför Fotbolls-VM 2014 i Brasilien. K-Much medverkade också i tjejgruppen Bob Girls TV-serie som började sändas på MBC Music i början av juli 2014.
I september 2014 var tjejgruppen Ladies' Code med om en bilolycka som resulterade i att medlemmarna EunB och RiSe omkom. Efter detta rapporterades det att flera skivbolags fordon som transporterade olika idolgrupper illegalt använde ljudsirener för att enkelt ta sig genom trafiken och därmed kunna hinna med så många evenemang som möjligt, bara för att också kunna tjäna så mycket pengar som möjligt. K-Muchs skivbolag Chrome Entertainment var en av de som använde sirener då böterna för att bli påkommen var så låga att det var värt det ekonomiskt, men de tog bort dem från sina fordon av säkerhetsskäl efter incidenten med Ladies' Code.
Den 4 oktober 2014 framträdde K-Much i Tokyo vid Chrome Entertainments första konsert i Japan, tillsammans med andra av skivbolagets artister. K-Much medverkade med flera andra artister i låten "Talk About Love" som släpptes den 11 oktober 2014, ett projekt för att sprida uppmärksamhet kring de humanitära hjälpinsatserna i Afrika. Den 18 oktober 2014 framträdde K-Much i Osaka i Japan med sina låtar från Beyond the Ocean vid ett evenemang för deras japanska fans. I slutet av november 2014 släpptes teasers inför Chrome Entertainments julsingel som K-Much medverkade i tillsammans med andra av skivbolagets artister, och den 3 december 2014 släpptes hela musikvideon till låten med titeln "Love Christmas", framförd tillsammans med Crayon Pop, Bob Girls och Zan Zan. Gruppmedlemmen Loki som hade lämnat gruppen innan julsingeln medverkade inte i musikvideon och K-Much fortsatte med fyra medlemmar istället för fem. I slutet av december 2014 medverkade K-Much vid SBS Awards Festival 2014 i Seoul.

### Nya singlar och senaste aktiviteter
I början av februari 2015 släpptes teasers inför K-Muchs återkomst med singeln "December 24". Den 17 februari 2015 släpptes den tillhörande musikvideon till låten och i den medverkar Yoo Ara, tidigare medlem i tjejgruppen Hello Venus. Den 6 mars 2015 släpptes musikvideon tillhörande deras nästa singel med titeln "On the Hook", även denna med Yoo Ara medverkande. Den 13 juni 2015 framträdde K-Much tillsammans med grupper som Crayon Pop och Mamamoo vid K-pop World Festival Concert in Mongolia som hölls i Ulan Bator i Mongoliet.
Den 25 november 2015 släpptes musikvideon tillhörande gruppens senaste singel "Tie My Hands". I och med släppet av singeln återvände K-Much i december till musikprogram som Show! Music Core på MBC och Music Bank på KBS.

## Medlemmar

### Nuvarande
| Artistnamn   | Artistnamn | Födelsenamn    | Födelsenamn | Födelsedatum      | Medlemstid |
| Romanisering | Hangul     | Romanisering   | Hangul      | Födelsedatum      | Medlemstid |
| Nuvarande    | Nuvarande  | Nuvarande      | Nuvarande   | Nuvarande         | Nuvarande  |
| ------------ | ---------- | -------------- | ----------- | ----------------- | ---------- |
| Kiu          | 큐         | Yang Hong-gyu  | 양홍규      | 27 februari 1990  | 2014-idag  |
| BornUs       | 보너스     | Jung Yeong-gyu | 정영균      | 30 maj 1990       | 2014-idag  |
| G.Low        | 지로우     | Kim Jae-oh     | 김재오      | 22 september 1992 | 2014-idag  |
| Ato          | 아토       | Park Sung-hyun | 박성현      | 28 juni 1993      | 2014-idag  |
| BomB         | 범         | Park Woo-young | 박우영      | 24 januari 1998   | 2017-idag  |
| Tidigare     |            |                |             |                   |            |
| Loki         | 로키       | Kim Moo-bin    | 김무빈      | 8 september 1991  | 2014       |

## Diskografi

### Album
| Albuminformation                                     | Topplacering          |
| Albuminformation                                     | Sydkorea (Gaon Chart) |
| ---------------------------------------------------- | --------------------- |
| Beyond the Ocean (EP-skiva) - Släppt: 7 januari 2014 | 20                    |

### Singlar
| År   | Titel              | Topplacering          |
| År   | Titel              | Sydkorea (Gaon Chart) |
| ---- | ------------------ | --------------------- |
| 2014 | "Good to Go"       | 151                   |
| 2014 | "What Should I Do" | —                     |
| 2015 | "December 24"      | —                     |
| 2015 | "On the Hook"      | —                     |
| 2015 | "Tie My Hands"     | —                     |